# Ptychognathus lipkei
Ptychognathus lipkei is een krabbensoort uit de familie van de Varunidae. De wetenschappelijke naam van de soort is voor het eerst geldig gepubliceerd in 2010 door N. K. Ng.